# Olympische Sommerspiele 2020/Gewichtheben – Leichtgewicht (Frauen)
Das Gewichtheben der Frauen in der Klasse bis 59 kg (Leichtgewicht) bei den Olympischen Sommerspielen 2020 in Tokio fand am 27. Juli 2021 im Tokyo International Forum statt. Es traten 14 Athletinnen aus 14 Ländern an.
Der Wettkampf bestand aus zwei Teilen: Reißen (Snatch) und Stoßen (Clean and Jerk). Die Athletinnen traten in zwei Gruppen zuerst im Reißen an, bei dem sie drei Versuche hatten. Gewichtheberinnen ohne gültigen Versuch schieden aus. Im Stoßen hatte wieder jede Athletin drei Versuche. Die Athletin mit dem höchsten zusammenaddierten Gewicht gewann.

## Titelträger
| Weltmeisterin     | Reißen    | Choe Hyo-sim     | 107 kg | WM 2019 in Pattaya     |
| Weltmeisterin     | Stoßen    | Kuo Hsing-chun   | 140 kg | WM 2019 in Pattaya     |
| Weltmeisterin     | Zweikampf | Kuo Hsing-chun   | 245 kg | WM 2019 in Pattaya     |
| Olympiasiegerin * | Zweikampf | Sukanya Srisurat | 240 kg | 2016 in Rio de Janeiro |

## Rekorde

### Bestehende Rekorde
| Weltrekord | Reißen    | Kuo Hsing-chun | 110 kg | Tashkent, Usbekistan | 19. April 2021     |
| Weltrekord | Stoßen    | Kuo Hsing-chun | 140 kg | Pattaya, Thailand    | 21. September 2019 |
| Weltrekord | Zweikampf | Kuo Hsing-chun | 247 kg | Tashkent, Usbekistan | 19. April 2021     |

Das Gewichtheben der Frauen fand bisher bei keinen Olympischen Sommerspielen in der Gewichtsklasse bis 59 kg statt. Daher gab es vor den Spielen in Tokio noch keine olympischen Rekorde in dieser Klasse.

### Neue Rekorde
| Olympischer Rekord | Reißen    | Kuo Hsing-chun | 103 kg | Tokio, Japan | 27. Juli 2021 |
| Olympischer Rekord | Stoßen    | Kuo Hsing-chun | 133 kg | Tokio, Japan | 27. Juli 2021 |
| Olympischer Rekord | Zweikampf | Kuo Hsing-chun | 236 kg | Tokio, Japan | 27. Juli 2021 |

## Zeitplan
- Gruppe B: 27. Juli 2021, 11:50 Uhr (Ortszeit)
- Gruppe A: 27. Juli 2021, 15:50 Uhr (Ortszeit)

## Endergebnis
| Rang | Athletin           | Nation            | Gr. | Kgw.  | Reißen (kg) | Reißen (kg) | Reißen (kg) | Reißen (kg) | Stoßen (kg) | Stoßen (kg) | Stoßen (kg) | Stoßen (kg) | Zweikampf |
| Rang | Athletin           | Nation            | Gr. | Kgw.  | 1           | 2           | 3           | Gesamt      | 1           | 2           | 3           | Gesamt      | Zweikampf |
| ---- | ------------------ | ----------------- | --- | ----- | ----------- | ----------- | ----------- | ----------- | ----------- | ----------- | ----------- | ----------- | --------- |
| 1    | Kuo Hsing-chun     | Chinesisch Taipeh | A   | 58,65 | 100         | 103         | 103         | 103         | 125         | 133         | 141         | 133         | 236       |
| 2    | Polina Gurýewa     | Turkmenistan      | A   | 58,95 | 93          | 96          | 96          | 96          | 116         | 119         | 121         | 121         | 217       |
| 3    | Mikiko Andō        | Japan             | A   | 58,70 | 92          | 94          | 96          | 94          | 116         | 120         | 120         | 120         | 214       |
| 4    | Dora Tchakounté    | Frankreich        | A   | 58,55 | 93          | 96          | 98          | 96          | 112         | 117         | 120         | 117         | 213       |
| 5    | Hoàng Thị Duyên    | Vietnam           | A   | 58,65 | 95          | 95          | 98          | 95          | 113         | 119         | 119         | 113         | 208       |
| 6    | Yusleidy Figueroa  | Venezuela         | A   | 58,80 | 88          | 88          | 91          | 91          | 115         | 120         | 125         | 115         | 206       |
| 7    | Isabella Jajljan   | Armenien          | A   | 58,15 | 90          | 95          | 97          | 95          | 110         | 115         | 115         | 110         | 205       |
| 8    | Zoe Smith          | Großbritannien    | A   | 58,95 | 87          | 87          | 91          | 87          | 113         | 116         | 119         | 113         | 200       |
| 9    | Tali Darsigny      | Kanada            | B   | 59,00 | 86          | 88          | 90          | 90          | 106         | 109         | 109         | 109         | 199       |
| 10   | Sabine Kusterer    | Deutschland       | B   | 58,70 | 88          | 90          | 91          | 91          | 107         | 107         | 109         | 107         | 198       |
| 11   | Maria Alemanno     | Italien           | B   | 58,95 | 85          | 88          | 89          | 85          | 100         | 105         | 105         | 100         | 185       |
| 12   | Erika Yamasaki     | Australien        | B   |       | 75          | 78          | 78          | 75          | 95          | 100         | 100         | 95          | 170       |
| —    | Magdeline Moyengwa | Botswana          | B   |       | 65          | 70          | 70          | 70          | 80          | 80          | 80          | —           | —         |
| —    | Alexandra Escobar  | Ecuador           | A   | 58,75 | 95          | 95          | 95          | —           | —           | —           | —           | —           | DNF       |